# Новоснежная
Новосне́жная — посёлок в Слюдянском районе Иркутской области. Административный центр Новоснежнинского муниципального образования. 

## География
Расположен в предгорьях Хамар-Дабана на предбайкальской низменности на крайнем востоке Слюдянского района, на левом берегу реки Снежной, в полукилометре от её впадения в озеро Байкал. Посёлок вытянут вдоль реки на 2,3 км, при ширине до 350 м. С запада к посёлку подступает хвойный, преимущественно сосновый, лес. Река Снежная является административной границей Иркутской области с Республикой Бурятия. На противоположном берегу находятся село Выдрино и ближайшая к посёлку железнодорожная станция Выдрино на Транссибирской магистрали (8 км по автодороге). Транссибирская магистраль проходит в 2 км южнее Новоснежной. Еще южнее, в 1 км, проходит федеральная автомагистраль «Байкал».   

## История
Селение на этом месте было основано при строительстве Кругобайкальского тракта в 1874 году. Первоначально Снежная была частью более крупного посёлка Выдрино, но впоследствии при размежевании границ с Бурят-Монгольской АССР попала в Иркутскую область. 

## Население
| 2002 | 2010 | 2011 | 2012 |
| ---- | ---- | ---- | ---- |
| 443  | ↗454 | ↗455 | ↗464 |